# Carrières de Saint-Savinien
Carrières de Saint-Savinien este o arie protejată (sit de importanță comunitară — SCI) din Franța întinsă pe o suprafață de 146 ha, integral pe uscat.

## Localizare
Centrul sitului Carrières de Saint-Savinien este situat la coordonatele 45°53′15″N 0°41′08″W / 45.8875°N 0.68556°V.

## Înființare
Situl Carrières de Saint-Savinien a fost declarat arie specială de conservare în baza directivei 92/43 din 1992 referitoare la conservarea habitatelor naturale și a faunei și florei sălbatice pentru a proteja 9 specii de animale.

## Biodiversitate
Situată în ecoregiunea atlantică, aria protejată nu include niciun habitat protejat.
La baza desemnării sitului se află mai multe specii protejate de  mamifere (9): liliac cârn (Barbastella barbastellus), liliac cu aripi lungi (Miniopterus schreibersii), liliac cu urechi mari (Myotis bechsteinii), liliac cu urechi de șoarece (Myotis blythii), liliac cărămiziu (Myotis emarginatus), liliac comun (Myotis myotis), liliacul mediteranean cu potcoavă (Rhinolophus euryale), liliacul mare cu potcoavă (Rhinolophus ferrumequinum), liliacul mic cu potcoavă (Rhinolophus hipposideros).
Pe lângă speciile protejate, pe teritoriul sitului au mai fost identificate 13 specii de mamifere.